# 너클 (무기)
너클(brass knuckles), 또는 황동 너클은 주로 백병전에서 사용되는 근접 무기이다. 사람의 손가락 마디에 착용하도록 설계되었다. 이름과 달리 종종 다른 금속, 플라스틱 또는 탄소 섬유로 만들어지기에 반드시 황동이 사용되는 것은 아니다.
주먹의 힘을 더 단단하고 더 작은 접촉 영역 으로 향하게 하여 펀치의 힘을 보존하고 집중하도록 설계되어 충격 시 상대의 뼈가 골절될 가능성이 높이는 것을 포함하여 조직 손상 가능성을 높인다. 둥근 손바닥 그립은 손바닥 전체에 대항력을 분산시키며 사용자에게 가해지는 부상 위험을 줄여준다.
이 무기는 쉽게 숨길 수 있다는 점에서 클 논란이 되어 왔으며 여러 국가에서 소유 및 사용이 불법이다. 황동 너클은 현재 미국 21개 주에서 금지되어 있다.

## 같이 보기
- 곤틀릿 (장갑)